# Oberschaeffolsheim
Oberschaeffolsheim is een gemeente in het Franse departement Bas-Rhin (regio Grand Est). De plaats maakt deel uit van het kanton Lingolsheim in het arrondissement Strasbourg. Tot 1 januari 2015 was het deel van het kanton Mundolsheim in het arrondissement Strasbourg-Campagne, dat op die dag werden opgeheven. Oberschaeffolsheim telde op 1 januari 2022 2.578 inwoners.

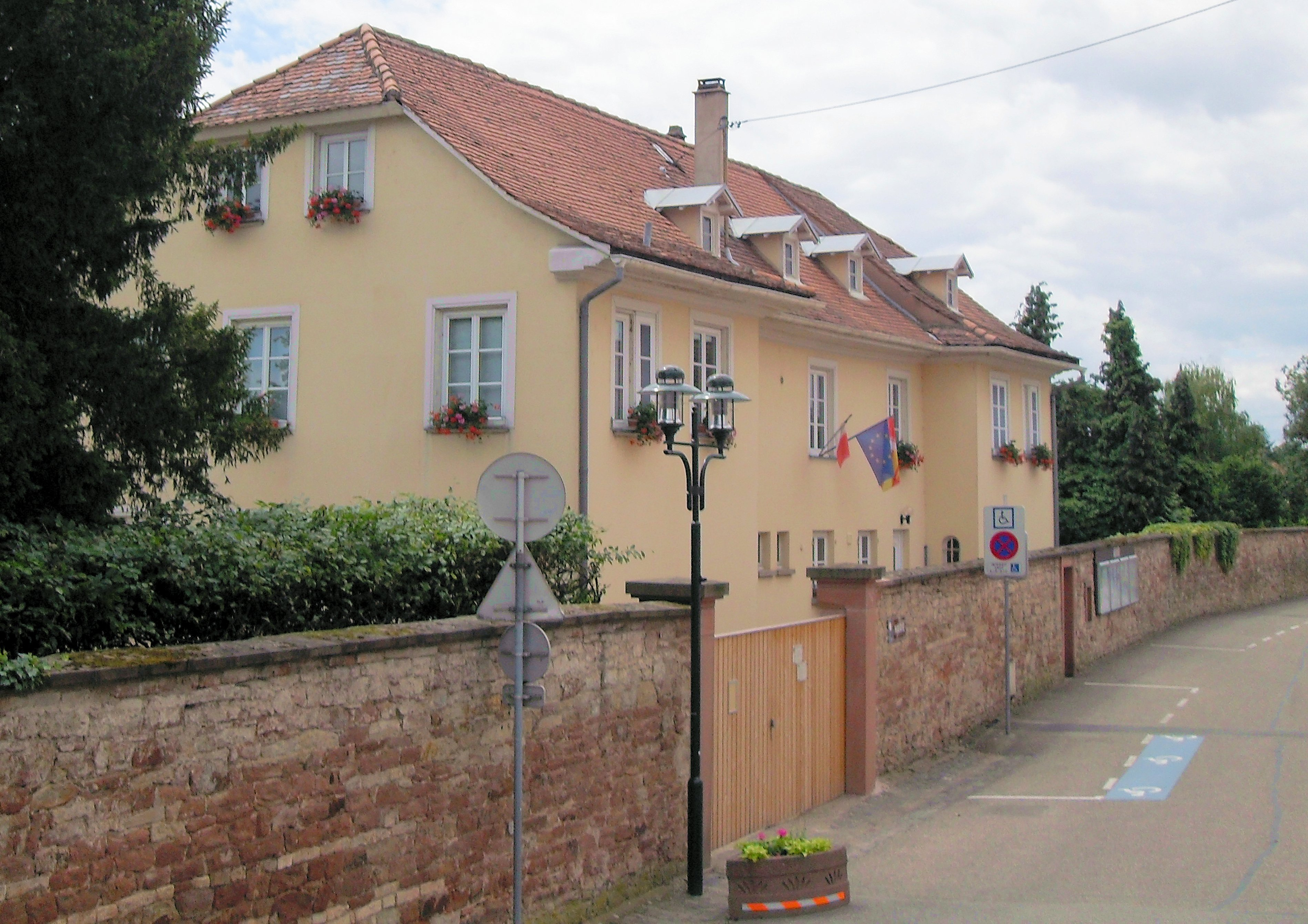
Gemeentehuis
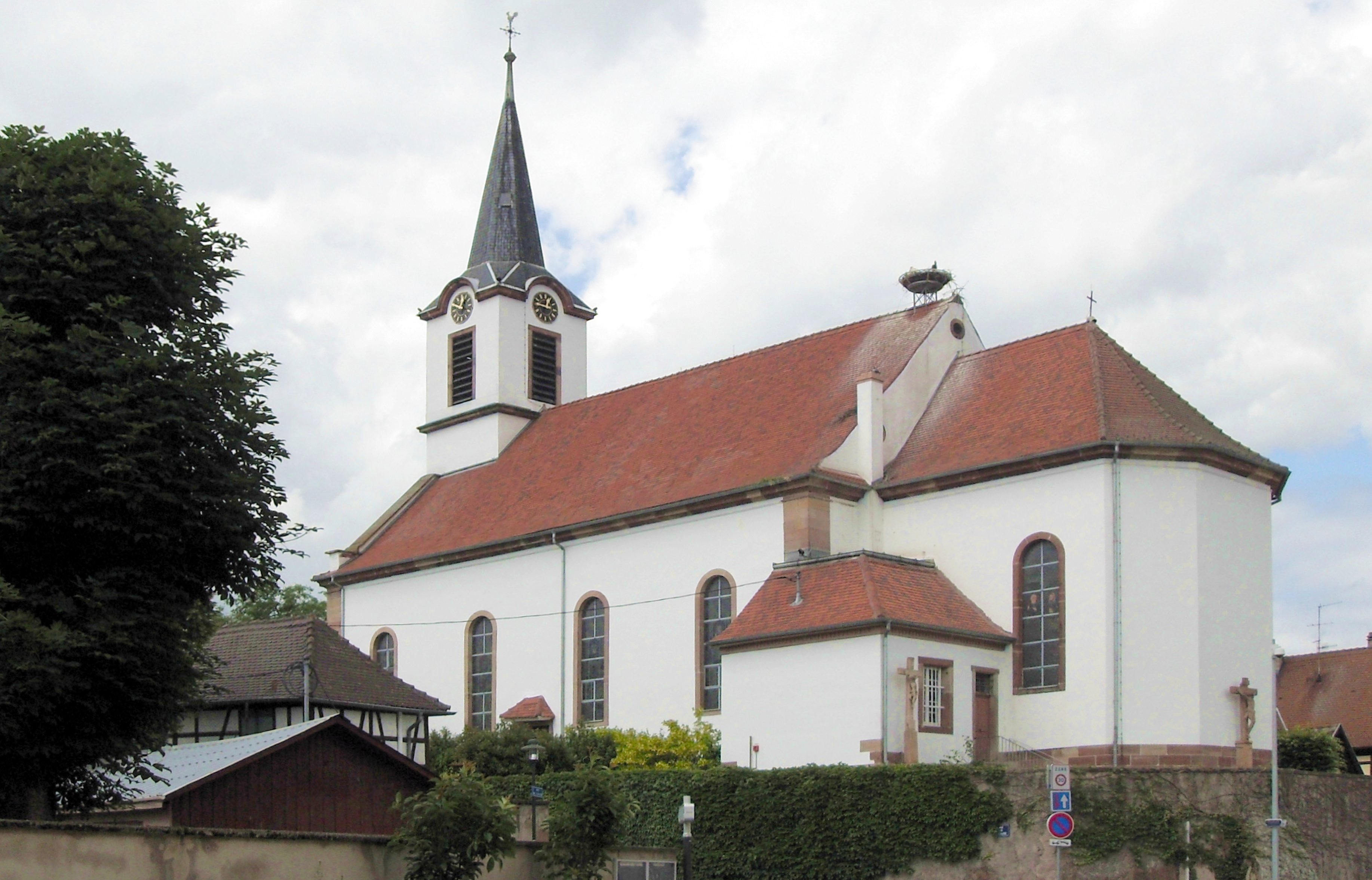
Kerk Saint-Ulrich

## Geografie
De oppervlakte van Oberschaeffolsheim bedroeg op 1 januari 2022 7,56 vierkante kilometer; de bevolkingsdichtheid was toen 341 inwoners per km².

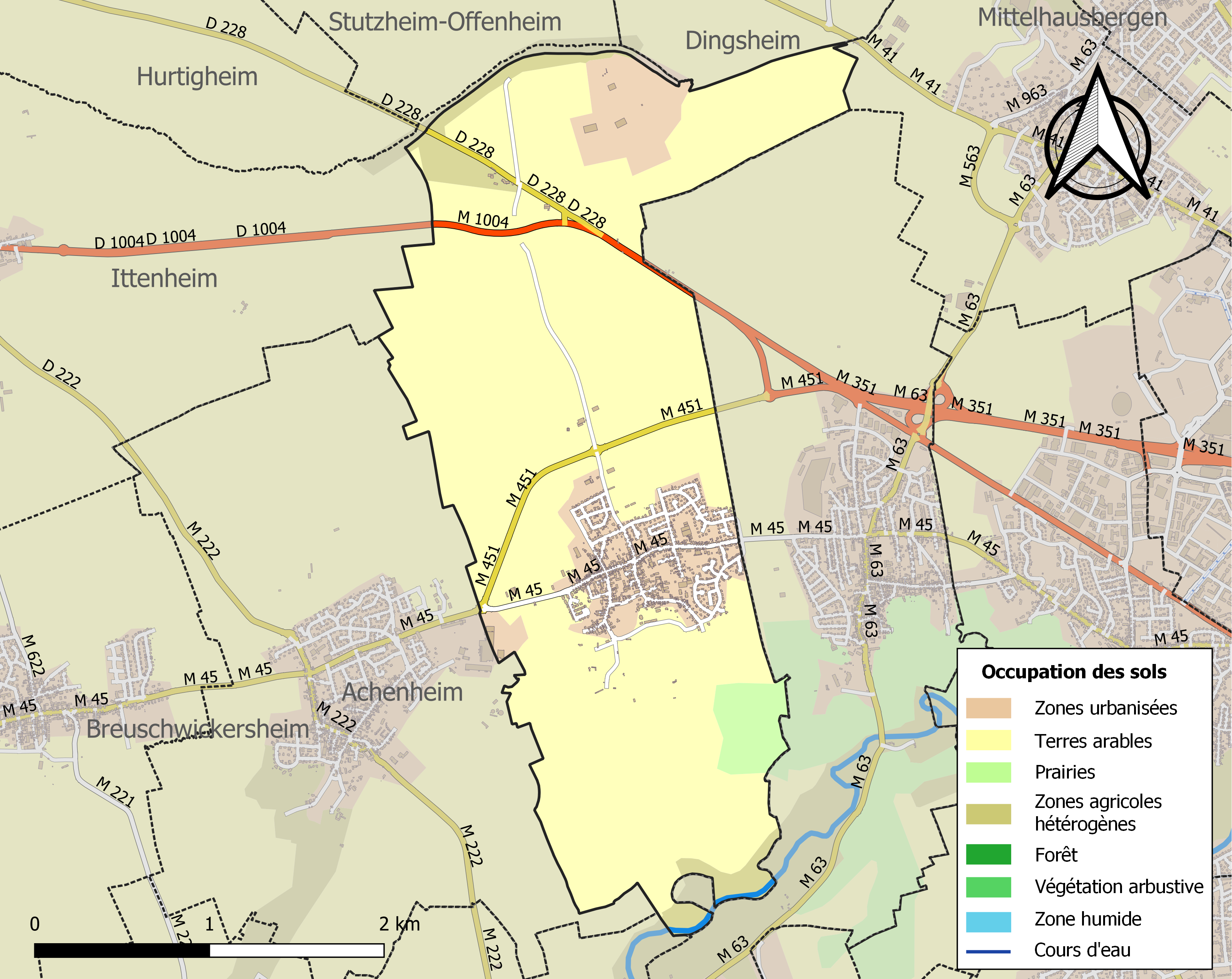
Kaart van de gemeente met de belangrijkste infrastructuur, bodemgebruik en omliggende gemeenten

## Demografie
Onderstaande figuur toont het verloop van het inwonertal (bron: INSEE-tellingen).